# Leme
Leme és un barri de la zona sud del municipi del Rio de Janeiro, localitzat en la mateixa dependència de la platja de Copacabana.

## Etimologia
El barri agafa el seu nom de Pedro Leme, descendent de flamencs de Madeira que van emigrar al Brasil al segle xvi. A Madeira existeix encara la Quinta do Leme del segle xvi.

## Història

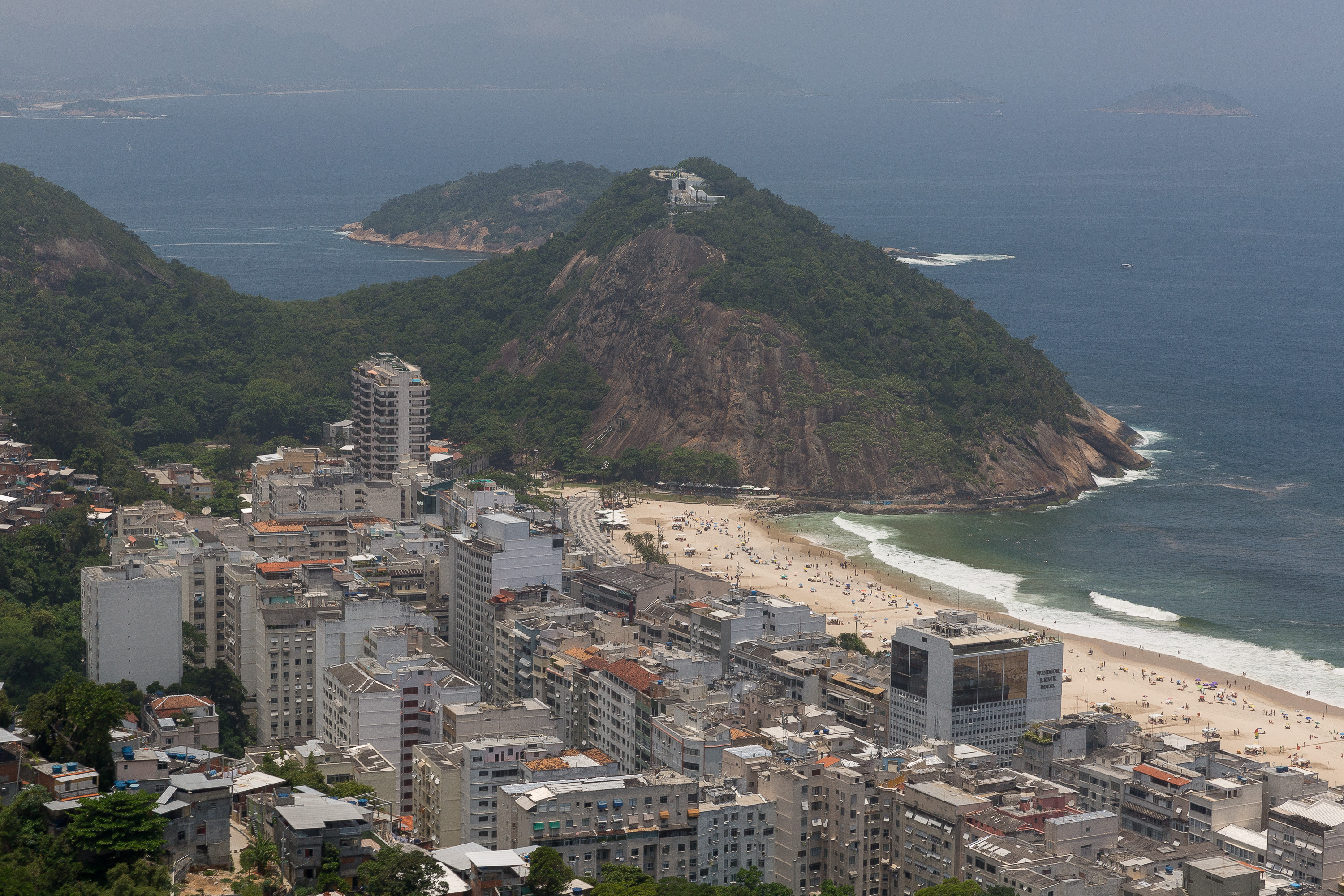
Foto aèria de Leme.

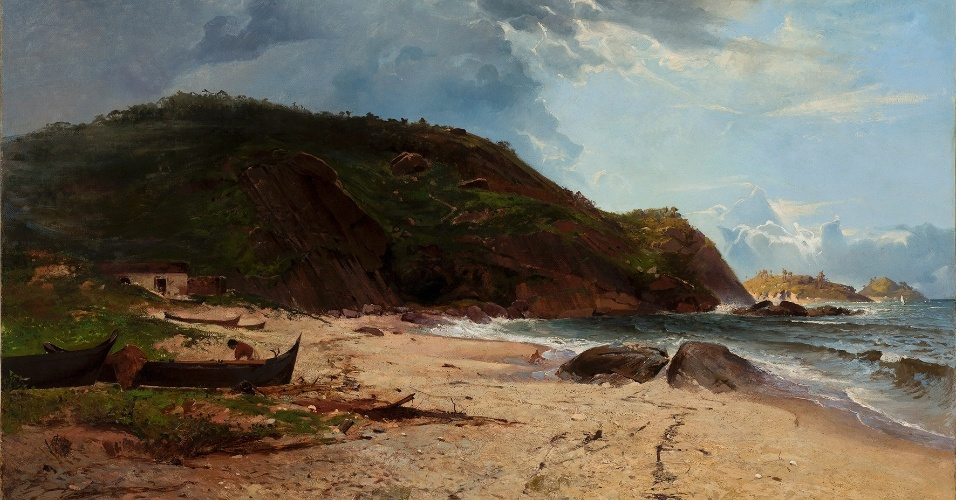
Leme, de Benno Treidler.

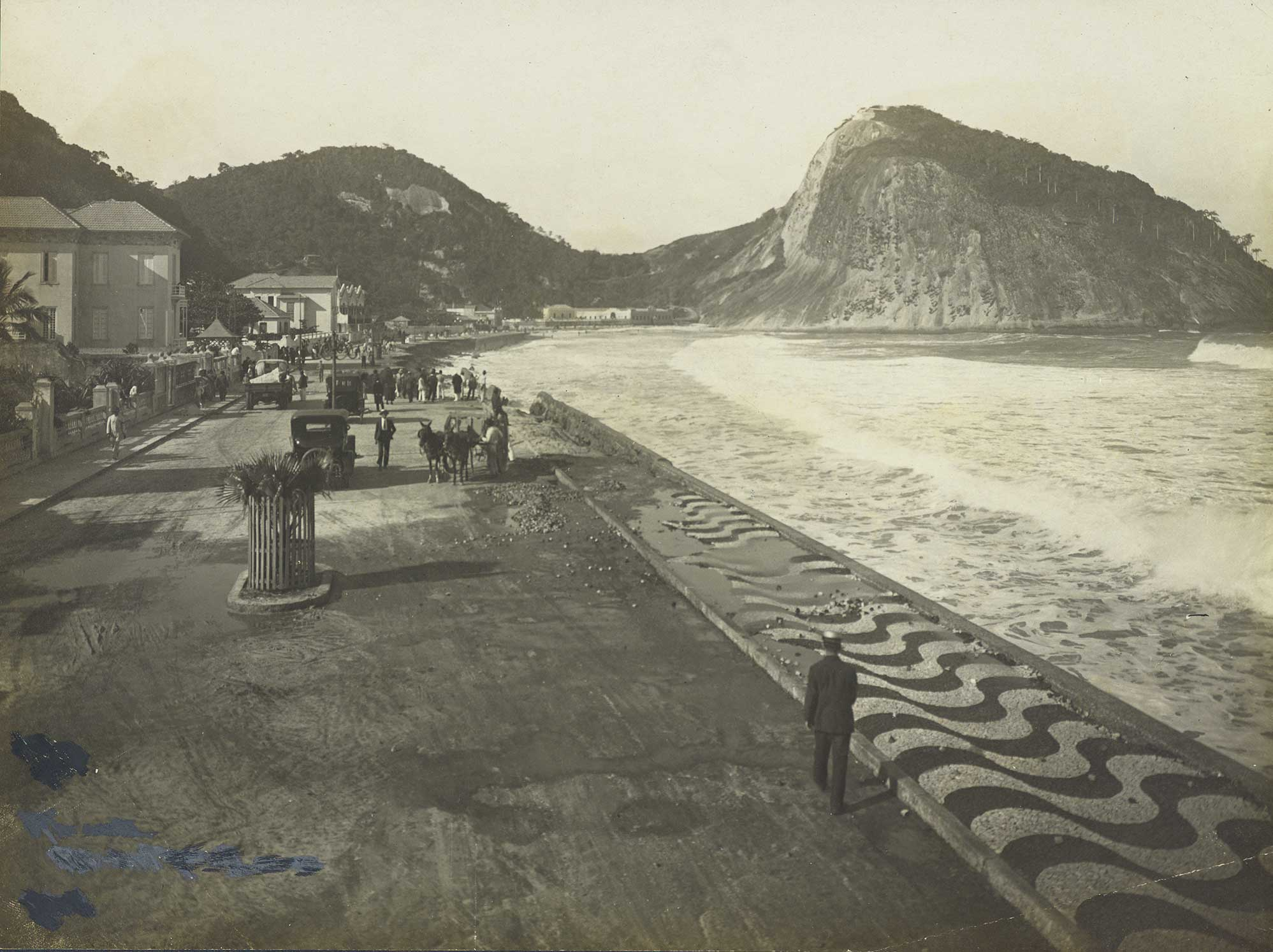
Avinguda Atlântica, part de Leme (1921) - Acervo Digital Afro-Brasiler Flickr

A l'època de l'Imperi la regió on es troben Leme i Copacabana era un reducte de famílies que feien pícnics i passejos. Per quedar en una àrea de difícil accés, fins al final del segle xix només existien en la localitat el Fort Reduto do Leme, la petita església de nostra Senyora de Copacabana i algunes granges.
L'atracció de les famílies per l'àrea era tan gran que entre 1892 i 1894 va tenir lloc les primeres construccions i la primera via oberta que es diria Rua Gustavo Sampaio. La Empreza de Construcções Civís pertanyent a Alexandre Wagner, Otto Simon i Theodoro Duvivier va ser responsable pel projecte. Les terres van ser adquirides a partir de 1873 pel capitalista i emprenedor Alexandre Wagner, eren les granges de Leme, del Sobral i del Boticário, que s'estenien des del Morro del Vigila fins a l'actual Rua Siqueira Campos.
La inauguració del Túnel Novo (o de Leme), el 1906, va dur la línia de bondes de la Companyia Ferro-Carril Jardim Botânico al barri, a la plaça del Vigia. El mateix any en la riba del Leme i Copacabana va ser conclosa l'Avinguda Atlântica.
En el Morro da Babilônia encara hi havia granges, una d'elles pertanyent a Wilhelm Marx, pare del paisatgista Roberto Burle Marx. I l'ocupació dels seves vessants del turó es va fer el 1915, aconseguint el seu auge a partir de 1934 quan van ser creades les Comunitats de la Babilônia i del Chapéu Mangueira. Ja en el Morro de Leme se situava el Fort Duque de Caxias, construït el 1776 i desmuntat el 1975. El barri tenia altres quatre estructures militars, com el Forte da Punta da Vigia, el Forte da Punta do Anel, el Forte Duque de Caxias i el Forte Guanabara.
Els anys 1950 i 60 arriba la verticalització al barri, amb la construcció dels edificis dels hotels Meridian de la xarxa francesa Le Méridien, rebatejat el 2009 com Windsor Atlântica Hotel, a més d'edificis residencials.

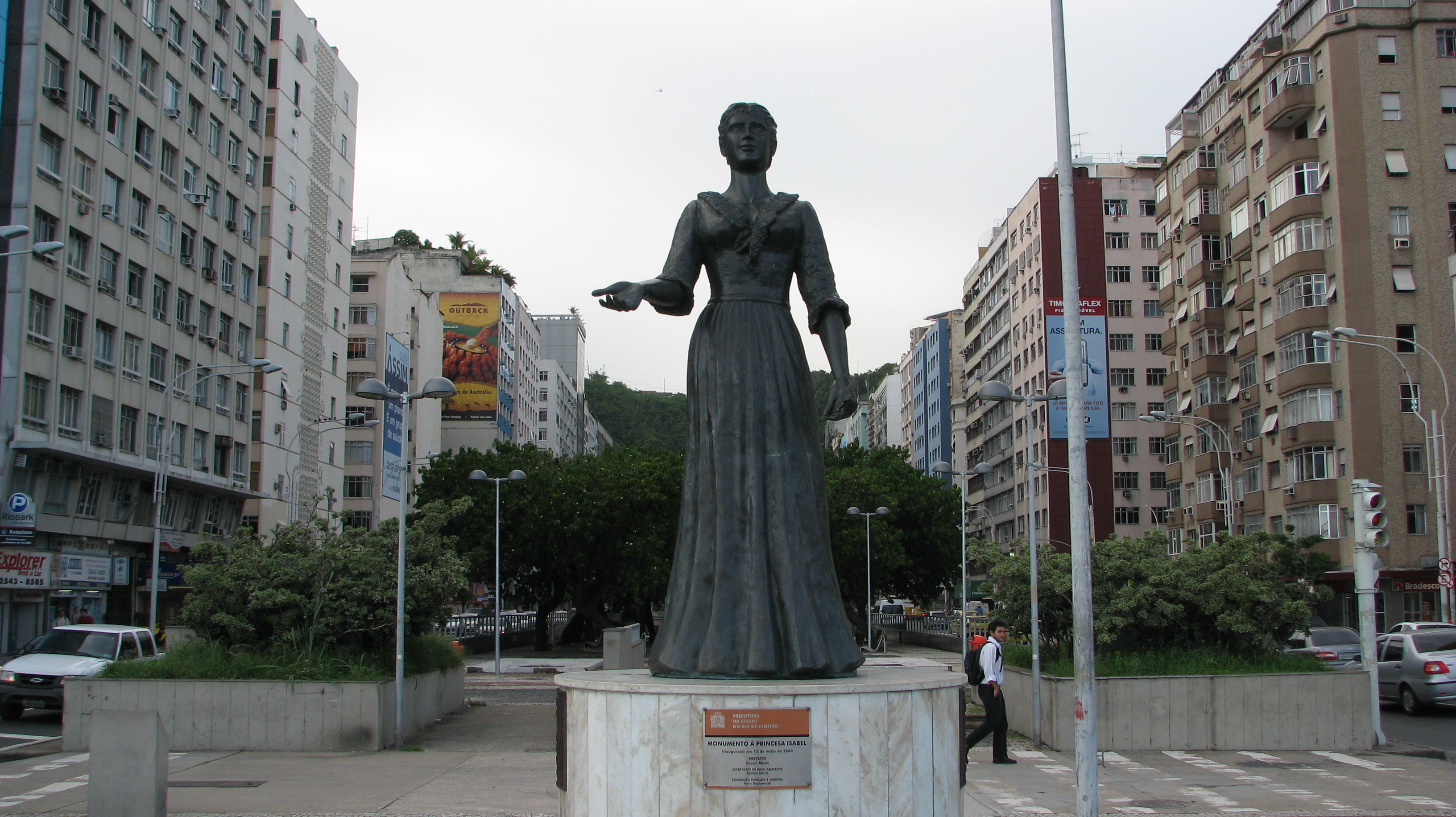
Avinguda Princesa Isabel.

## Actualitat
Leme és un barri residencial, on se situen els túnels Botafogo - Leme i l'hotel Windsor Atlântica Hotel. En aquest local, era costum fer un castell de Focs artificials durant la nit de cap d'any.

Els índexs de violència en el barri van dur l'ocupació, per la policia, dels morros del barri (Babilônia i Chapéu Mangueira) l'any 2009.